# Kislég
Kislég (szlovákul: Malé Lehnice) Lég község része, egykor önálló község Szlovákiában, a Nagyszombati kerület Dunaszerdahelyi járásában.

## Fekvése
Dunaszerdahelytől 12 km-re északnyugatra, a pozsonyi út mellett fekszik. A mai Lég község központi belterültének nyugati részét képezi.

## Története
Lég falut Pozsony várának tartozékaként 1239-ben Legu alakban említik először. 1250-ben Leeg, 1269-ben Leg alakban szerepel az írott forrásokban. Kisléget külön 1311-ben említik először Kyus Leeg néven. 1324-ben a Salamon nemzetség faluja volt, majd egy részét az Olgyai család szerezte meg. 1517-ben itt ad birtokot a király a Kisléghy családnak. 1828-ban 42 házában 307 lakos élt. 1866-ban tűzvész pusztított a településen.
Vályi András szerint "Kis, és Nagy Lég. Két magyar falu Posony Várm. földes Ura több Uraságok, lakosaik katolikusok, Kis Lég, Nagy Légnek filiája, fekszenek egy más mellett, Nagy Pkának szomszédságában, szántó fölekből, legelőkből, rétekből veszik jövedelmeiket, tsekélyebb határja van Kis Légnek."
Fényes Elek szerint "Légh (Kis), magyar falu, Poson vmegyében, a pesti országutban, Posontól 4 órányira: 288 kath., 3 ref., 4 zsidó lak. Határa a legtermékenyebbnek tartatik. Egyébiránt rétje kevés; erdeje sincs. F. u. a Kisléghy fam. Ut. posta Somorja."
A trianoni békeszerződés előtt Pozsony vármegye Somorjai járásához tartozott. 1940-ben Nagylég és Szász községekkel Lég néven egyesítették. 1960-ban Előpatonyt is hozzá csatolták.